# 鵜川村 (新潟県)
鵜川村（うかわむら）は、かつて新潟県刈羽郡にあった村。

## 沿革
- 1901年（明治34年）11月1日 - 刈羽郡女谷村、折居村が合併し、鵜川村が発足。
- 1956年（昭和31年）9月30日 - 刈羽郡上条村、野田村と合併し、黒姫村となり消滅。